# Anas El Baz
 (février 2014).
Si vous disposez d'ouvrages ou d'articles de référence ou si vous connaissez des sites web de qualité traitant du thème abordé ici, merci de compléter l'article en donnant les références utiles à sa vérifiabilité et en les liant à la section « Notes et références ».
Anas El Baz, né le 17 novembre 1983 à Rabat, est un acteur marocain.

## Biographie
(juin 2013).
Anas El Baz s'installe en France à l'âge de 17 ans. Il obtient son baccalauréat économique et social au lycée du Mont Saint-Jean à Antibes, et poursuit pendant 18 mois des études de commerce au Ceram à Sophia Antipolis.
Il abandonne son cursus et déménage à Paris pour une formation au métier d'acteur durant cinq années. Il étudie pendant un an la technique cinématographique à l'École internationale de création audiovisuelle et de réalisation (EICAR), puis intègre le cours Florent. Il tient pendant cette période des rôles principaux dans des courts et moyens-métrages d'écoles, en collaboration avec les étudiants-réalisateurs issus de l'EICAR ainsi que de l'École supérieure de réalisation audiovisuelle (ESRA) à Paris .
Sa première apparition au cinéma est dans la scène d'ouverture du film Un secret de Claude Miller. 
Il accède à la notoriété en 2008 par son rôle dans le long-métrage Casanegra de Nour-Eddine Lakhmari. Il reçoit pour ce film plusieurs récompenses : meilleur acteur arabe au Festival international du film de Dubaï (DIFF) en décembre 2008, meilleur acteur au Festival du film indépendant de Bruxelles (BIFF) en novembre 2009 et meilleur acteur lors du Festival international du film de Mascate (MIFF) en mars 2010.
Il a également joué dans Pégase de Mohamed Mouftakir (2011) et dans plusieurs courts-métrages, séries, ainsi que dans des téléfilms marocains et internationaux (RTM, 2M, France 2, National Geographic). 
L'acteur est ambassadeur de la marque Head & Shoulders. Il est aussi chargé des cours Florent au Maroc.

## Filmographie
- 2008 : Casanegra, de Nour-Eddine Lakhmari : Karim[1]
- 2008 : Tentations, de Mohcine Nadifi : Hamza
- 2010 : Pégase, de Mohamed Mouftakir : Zayd
- 2011 : Contagion, de Steven Soderbergh : Achraf
- 2012 : Chaala, de Hicham Hajji : Anas
- 2014 : Kanyamakan, de Said C. Naciri : Hakim
- 2015 : Damascus Cover, de Daniel Zelik Berk : Sirian Spy
- 2015 : L'Esclave du mâl(e), de Mohcine Nadifi : Seif
- 2015 : La Moitié du Ciel, d'Abdelkader Lagtaa : Abdellatif Laâbi
- 2015 : Queen of the Desert, de Werner Herzog : Horseman
- 2017 : Burnout, de Nour-Eddine Lakhmari : Jad
- 2018 : Retour à Bollène, de Saïd Hamich : Nassim
- 2019 : Le Miracle du saint inconnu, d'Alaa Eddine Aljem : le docteur
- 2022 : The Forgiven, de John Michael McDonagh: Nawfel
- 2023 : Zodi et Téhu, frères du désert, d'Éric Barbier